# Ellaria Sand
Ellaria Sand er en fiktiv person i den amerikanske forfatter George R. R. Martins fantasyserie A Song of Ice and Fire og i HBOs filmatisering Game of Thrones. 
Ellaria blev introduceret i En storm af sværd (2000). Hun nævnes kun i Kragernes rige (2005), men vender tilbage i En dans med drager (2011). Hun er Oberyn Martells elskerinde og mor til adskillige af hans uægte døtre, der samlet kaldes Sand Snakes. Efter Oberyn dør i en duel mod Ser Gregor Clegane, går hun i dyb sorg, selvom den efterfølgende karakterisering af hende er forskellig fra bøgerne og tv-serien. I bøgerne leder hun efter fred og forsøger at finde en måde af afslutte cirklen af hævn. I tv-serien bliver hun dog portrætteret som hensynsløs og hævngerrig, der er villig til at gøre alting for at ødelægget Huset Lannister, selv at dræbe Oberyns familie i processen.
Hun bliver spillet af den britiske skuespiller Indira Varma i HBOs tv-serie.